# جوسيف موسر (عالم حشرات)
جوسيف موسر (بالألمانية: Josef Moser)‏ هو عالم حشرات نمساوي، ولد في 28 مارس 1861 في Ried im Innkreis ‏ في النمسا، وتوفي في 3 مارس 1944 في Bad Zell ‏ في النمسا.